# Пац, Михаил (1754—1800)
Михаил Пац (1754—1800) — государственный и военный деятель Великого княжества Литовского, генерал-майор польских войск (1783), староста ковенский и бортянский.

## Биография
Представитель литовского магнатского рода Пацов герба «Гоздава». Сын писаря великого литовского Антония Михаила Паца (ок. 1722—1774) и Терезы Барбары Радзивилл (1714—1780).
В 1783 году Михаил Пац был произведен в генерал-майоры литовской армии. Также носил звания старосты ковенского и бортянского. Избирался послом (депутатом) на сеймы.

## Брак и дети
В 1775 году женился на Людвике Тизенгуаз (ум. ок. 1791), с которой развелся около 1785 года. Дети:
- Людвик Михаил Пац (1778—1835), полковник (1810), бригадный генерал (1812), дивизионный генерал (1814), сенатор-каштелян Царства Польского (1825), сенатор-воевода Царства Польского (1831)
- София Александра Пац (1782—1856), 1-й муж Феликс Потоцкий, 2-й муж генерал польских войск Ксаверий Франтишек Неселовский (1771—1845).